# Vijay Singh (golf)
Pour les articles homonymes, voir Vijay Singh et Singh.
Vijay Singh (né le 22 février 1963 à Lautoka, aux Fidji) est un joueur de golf professionnel. Il a remporté 54 victoires professionnelles, dont 34 sur le PGA Tour. Il a occupé le 1er rang mondial des golfeurs à la fin de l'année 2004.

## Historique de sa carrière
Vijay Singh est le fils d'un technicien aéronautique qui a également été enseignant de golf. Enfant, il admire et prend pour modèle le golfeur Tom Weiskopf.
Il commence à jouer chez les professionnels en 1982. Suspendu du circuit asiatique en 1985 pour avoir falsifié sa carte, il travaille alors dans un club professionnel à Bornéo en économisant son argent pour redémarrer sa carrière. Il remporte ensuite l'Open du Nigéria en 1988, et se qualifie pour le circuit européen.
En 1989, il remporte l'Open de Côte d'Ivoire, l'Open du Zimbabwe et l'Open Volvo de Florence, puis en 1990 le EL Bosque Open, et en 1991 le Trophée Hassan II.
Il rejoint le circuit PGA en 1993 et remporte son premier tournoi sur ce circuit lors du Buick Classic, devançant Mark Wiebe (en) en playoff. Cette victoire lui offre de plus le titre de recrue de l'année.
Après avoir été ralenti par des problèmes de dos et de cou en 1994, Vijay Singh gagne à nouveau le Buick Classic et le Phoenix Open en 1995. Après avoir bien joué en 1996 (mais sans victoires), il remporte le Memorial Tournament et le Buick Open en 1997.
En 1998, Vijay Singh remporte l'USPGA se déroulant à Washington, réalisant 70-66-67-68 sur les quatre jours, le 66 du 2e tour égalant le record du parcours. Cette victoire lui apporte son premier titre dans un Grand Chelem. Il continue sa récolte de prix en tournois majeurs avec sa victoire lors du Masters 2000, devançant Ernie Els de trois coups.
En 2001, il ne remporte aucun tournoi, mais termine l'année avec 14 tournois classés dans les dix premiers, à la quatrième place du classement des gains avec 3 440 829 $.
En 2002, Vijay Singh remporte l'Open de Houston, établissant un nouveau record de 65 sur ce 72 trous, devançant Charles Howell III (en) de deux coups.
2003 s'avère être une année de réussite pour Vijay Singh. Il remporte quatre tournois, termine 18 fois dans les dix premiers et en tête du classement des gains du circuit PGA, avec 7 573 907 $ sur l'année, ce qui est le deuxième total absolu sur une année. Il devance Tiger Woods de 900 494 $. Il remporte le Phoenix Open, le championnat Eds Byron Nelson, le John Deere classic et le Funai classic au Walt Disney World Resort Resort.
La saison 2003 est marquée par une polémique entourant l'événement de l'année au Colonial. La star suédoise de la LPGA, Annika Sörenstam, devient la première femme depuis "Babe" Zaharias en 1945 à participer à un tournoi PGA. Singh est attaqué pour avoir dit que Sörenstam ne fait pas partie du PGA et qu'il ne voudrait donc pas jouer avec elle. Il clarifia plus tard : « Ce n'est pas un circuit féminin. Si elle veut jouer dans le circuit PGA, elle, ou toute autre femme de la même manière, doit se qualifier et jouer comme tout le monde. »
Il commence la saison 2004 sur le même rythme en gagnant le AT&T Pro-Am. C'est sa première victoire de l'année, son 16e sur le circuit PGA. C'est également son douzième tournoi terminé dans les dix premiers, ce qui égale le record de Jack Nicklaus.
Il remporte ensuite la dernière levée du Grand Chelem en remportant l'USPGA, son troisième titre majeur, en playoff contre Justin Leonard et Chris DiMarco. Au départ du dernier tour, il mène d'un coup devant Justin Leonard, mais lors de ce dernier tour, il ne réussit aucun birdie. Lors du play-off joué sur trois trous, il réalise son premier birdie du jour sur le premier trou, ce qui s'avère décisif. Il remporte ensuite en septembre le Deutsche Bank Championship, ce qui lui permet de détrôner Tiger Woods du premier rang mondial de golf, mettant ainsi fin à une série de 264 semaines à la tête du golf mondial.
Il finit l'année avec son meilleur bilan en carrière, 9 victoires, 18 tournois terminés dans les dix premiers et un total des gains de 10 905 166 $, ce qui lui permet d'être nommé « Joueur PGA de l'année ».
En dépit d'une victoire en début de saison 2005, il perd son premier rang mondial lorsque Tiger Woods remporte le Ford Championship. Il le reprend à la suite de trois tournois consécutifs terminés sur le podium, mais doit à nouveau céder le premier rang à Woods après sa victoire dans le Masters, tournoi que Singh termine à la 5e place.
En avril, il devient la plus jeune personne vivante élue au Hall of Fame du golf. Il perdra plus tard dans la saison ce titre de plus jeune entrant avec l'entrée de Karrie Webb, conservant toutefois le titre de plus jeune élu, le processus d'élection n'ayant pas été effectué dans le cas de Karrie Webb.
La carrière de Singh est marquée par une progression soutenue et régulière, basée sur la conviction et l'engagement à l'entraînement. Lorsqu'il était dans la trentaine, peu voyaient en lui un futur numéro 1 mondial, mais il a gagné 16 fois après l'âge de 40 ans, seulement devancé par Sam Snead, avec 17 victoires au-delà de cet âge. Ses 28 victoires en carrière constituent le record pour un joueur non-Américain dans le circuit PGA.
Vijay Singh est marié à Ardena Seth. Ils ont un fils, Qass Seth, né le 16 juin 1990.